# Commercial Street
Commercial Street es una arteria de Tower Hamlets, en el este de Londres, que discurre de norte a sur desde Shoreditch High Street hasta Whitechapel High Street, pasando por el barrio de Spitalfields, en el East End. La carretera es un tramo de la A1202 London Inner Ring Road y, como tal, forma parte de los límites de la zona de peaje por congestión de Londres.
Como su nombre indica, Commercial Street ha estado dominada históricamente por la actividad industrial y comercial, que mantiene hasta nuestros días. Está en la periferia de la City, y gran parte de la industria que se consideraba demasiado ruidosa para la City se exilió en su día a zonas como ésta. Sin embargo, desde principios de la década de 1990, la calle se ha vuelto cada vez más moderna, manteniendo al mismo tiempo su ajetreado ambiente comercial.

## Historia
Spitalfields fue históricamente uno de los barrios más pobres, superpoblados y con mayor índice de delincuencia de Londres: un informe parlamentario de 1838 describía esta zona como la que albergaba "una población extremadamente inmoral; mujeres de la más baja calaña, receptores de bienes robados, ladrones y los delincuentes más atroces". El tramo sur de Commercial Street se creó en 1843-1845 como parte de un programa de limpieza de tugurios y para conectar la vía pública de Whitechapel con el mercado de Spitalfields. Fue trazado por el arquitecto y urbanista Sir James Pennethorne a lo largo de la línea aproximada de las antiguas Essex Street, Rose Lane y Red Lion Street, y supuso la demolición de unas 250 viviendas precarias de Whitechapel y Spitalfields. La ampliación hacia el norte desde el mercado, hasta la terminal de Bishopsgate del ferrocarril de los Condados del Este y hasta Shoreditch High Street, se realizó entre 1849 y 1857 y se inauguró en 1858.
En ambas fases de desarrollo hubo algunas dificultades iniciales para encontrar inquilinos para los solares, y gran parte de la calle no se construyó hasta las décadas de 1860 y 1870.Sólo una vez que Great Eastern Street fue trazada más al norte entre 1872 y 1876, creando una continuación de la vía hacia Old Street y la City Road, Commercial Street comenzó realmente a tener éxito como lo que siempre había sido el objetivo de Pennethorne, una arteria que permitiera al tráfico circunvalar la City de Londres. Con la implantación de la Zona de Congestión de Londres en la década de 2000, la calle ha vuelto a registrar una actividad continua de vehículos privados y comerciales que tratan de evitar la tasa de 7 de la mañana a 6 de la tarde, y es una ruta arterial típica para los vehículos de emergencia.
Hasta finales del siglo XX, la calle estuvo muy dominada por las actividades del mercado mayorista de frutas y verduras de Spitalfields y por los puntos de venta del "traperío" (comercio mayorista de ropa y textiles). Sin embargo, desde mediados de la década de 1970, la zona ha experimentado un proceso gradual de aburguesamiento. En parte, esto refleja el carácter cambiante de Spitalfields en general, pero en Commercial Street en particular se vio estimulado por la salida del mercado en 1991 (y la posterior remodelación de sus edificios), la llegada de una serie de urbanizaciones privadas (especialmente en el extremo norte de la calle) y la introducción de algunas medidas modestas de pacificación del tráfico. Muchos de los locales comerciales de la calle están ahora ocupados por tiendas de ropa de moda o restaurantes.

## Topografía y arquitectura
Los rasgos más significativos de la calle son la gran Iglesia de Cristo de Nicholas Hawksmoor, en la esquina de Fournier Street; y (casi enfrente) Spitalfields Market, el antiguo mercado de frutas y verduras que ahora vuelve a bullir tras un largo periodo de incertidumbre. Tanto los edificios del mercado como la iglesia son afortunados supervivientes, ya que la demolición ha amenazado a ambos en algún momento.
El extremo norte de la calle está dominado en su lado oriental por el extenso Exchange Building, una antigua fábrica de tabaco Art Decó, ahora residencial. En el lado oeste se alza la antigua comisaría de policía de Commercial Street (construida en 1874 y 1875, con una planta más añadida en 1906), que ahora también es un bloque residencial llamado Burhan Uddin House. Justo al sur, con un ala que da a Folgate Street, se encuentra el primer bloque de viviendas modelo erigido por el Peabody Donation Fund (ahora Peabody Trust) para los "pobres industriosos" de Londres. El bloque jacobetano, de ladrillo rojo, fue diseñado por H. A. Darbishire e inaugurado en 1864, pero fue vendido por el Trust a finales de la década de 1970 y ahora es un bloque residencial privado llamado The Cloisters.
En la esquina opuesta de la calle Fournier respecto a la Iglesia de Cristo se encuentra el Ten Bells, un pub popularmente asociado con Jack el Destripador, ya que se supone que dos de sus víctimas prostitutas frecuentaban el establecimiento. Muchos tours del Destripador (un negocio floreciente) comienzan en sus inmediaciones. Aunque el pub ha sido reformado hace tiempo, aún conserva algunos azulejos originales. La prostitución siguió siendo una característica de Commercial Street hasta hace poco. Dorset Street, que salía de Commercial Street hacia el oeste, inmediatamente al sur del mercado de Spitalfields, fue apodada la "peor calle de Londres".
Gran parte del tramo sur de la calle está ocupado por edificios de almacenes de la década de 1860. Wentworth Street (parte del concurrido mercado de Petticoat Lane) sale de Commercial Street hacia el oeste. Inmediatamente al sur de Wentworth Street se encuentra Holland Estate, una urbanización de viviendas sociales cuyos elementos se remontan a la década de 1920, pero que está dominada en su fachada de Commercial Street por bloques de finales de la década de 1960 y principios de la de 1970, incluido un bloque de torres de 22 plantas, Denning Point. 
La urbanización está gestionada actualmente por Eastend Homes, y en 2012 se estaba llevando a cabo un importante programa de regeneración que supondría la demolición y sustitución de varios de los bloques. También al sur se encuentra el hotel económico Ibis London City, de 11 plantas (inaugurado en 2005), y más allá, en el cruce con Whitechapel High Street, el Relay Building, un complejo residencial de 21 plantas (terminado en 2014). En el lado oriental de Commercial Street se alza Toynbee Hall, el asentamiento universitario fundado en 1884.

## Estaciones cercanas
La estación de metro más cercana es Aldgate East, en el extremo sur de Commercial Street. La estación de Shoreditch High Street del London Overground está cerca del extremo norte, junto a la antigua Bishopsgate Goods Yard. La estación de Liverpool Street es un intercambiador de National Rail y del Metro, a un corto paseo hacia el oeste.